# Oskar Wulff

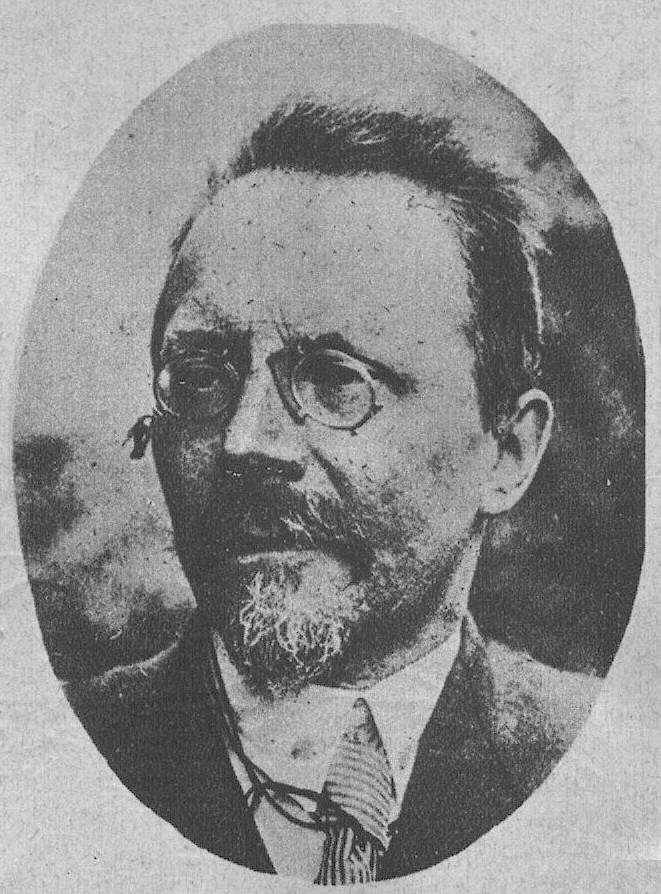
Oskar Wulff, um 1924

Oskar Konstantin Wulff (* 25. Mai 1864 in St. Petersburg; † 23. Januar 1946 in Berlin) war ein deutscher Kunsthistoriker. 

## Leben und Werk
Oskar Wulf besuchte die Ritter- und Domschule zu Reval (heute Tallinn). 1882 studierte er zunächst Jura, dann von 1883 bis 1888 Philologie an der Kaiserlichen Universität Dorpat. 1886 gewann er eine goldene Preismedaille für herausragende Studienleistungen. 1889–90 verbrachte er einen Studienaufenthalt in Berlin und wirkte ebenda als Lehrer für alte Sprachen. 1890 wurde er Leiter einer privaten Knabenlehranstalt in Adjamünde (heute Skulte (Lettland)).
Nach einem erneuten Studienaufenthalt in Leipzig und Berlin wurde er 1894 in Leipzig mit der Dissertation Cherubim, Throne und Seraphim. Ikonographie der ersten Engelshierarchie in der christlichen Kunst promoviert. Im selben Jahr 1894 wurde er Volontär am Museum in Berlin und zugleich Mitglied der Humboldt-Akademie. Seinen Lebensunterhalt bestritt er zunächst als Privatlehrer. 1895 bis 1899 arbeitete er am Russischen Archäologischen Institut in Konstantinopel, danach von 1899 bis 1904 als wissenschaftlicher Hilfsarbeiter am Königlichen  Alten Museum in Berlin. 1904 wurde er Sekretär des Kunsthistorischen Instituts in Florenz.
Den Großteil seines Wirkens bildet seine Tätigkeit am Kaiser-Friedrich-Museum (Bode-Museum) in Berlin, wo er 1905 zunächst die Stelle eines Direktorialassistenten bekleidete und von 1908 bis wohl 1928 als Kustos arbeitete. 
Daneben lehrte Wulff ab 1902 als Privatdozent und ab 1917 als außerordentlicher Professor der osteuropäischen Kunstgeschichte an der Friedrich-Wilhelms-Universität, an der er 1936 emeritiert wurde.
Wulff tat sich insbesondere als Forscher zur altchristlichen und insbesondere byzantinischen Kunst hervor, wozu er 1914–1915 zwei Bände im Rahmen des Handbuchs der Kunstwissenschaft verfasste.
Einen weiteren Tätigkeitsschwerpunkt bildete die russische und insgesamt osteuropäische Kunst.

## Publikationen
- Zur Theseussage. Dissertation Dorpat 1892 (Internat Archive).
- Cherubim, Throne und Seraphim. Ikonographie der ersten Engelshierarchie in der christlichen Kunst. Bonde, Altenburg 1894 (= Dissertation Universität Leipzig 1894; archive.org).
- Alexander mit der Lanze. Eine Bronzestatuette der Sammlung des A. v. Nelidow ; veröffentlicht und erläutert. Asher & Co., Berlin 1898 (archive.org).
- Die Koimesiskirche in Nicäa und ihre Mosaiken nebst den verwandten kirchlichen Baudenkmälern. (= Zur Kunstgeschichte des Auslandes. Band 13). Heitz, Straßburg 1903 (archive.org).
  - deutsche veränderte Fassung des russischen Artikels unter dem Titel Архитектура и мозаики храма Успенія Богородицы въ Никеѣ. In: Vizantijskij Vremennik (Византийский временник) 7, 1900, S. 315–426 (Digitalisat).
- Altchristliche und mittelalterliche byzantinische und italienische Bildwerke / bearbeitet von Oskar Wulff. (= Staatliche Museen Berlin: Beschreibung der Bildwerke der christlichen Epoche) G. Reimer, Berlin 1909–1923.
  - Band 1.1909 (Internet Archive).
  - Band 2.1911 (Internet Archive).
  - Band 3.1923 (Ergänzungsband) bearbeitet von O. Wulff und Wolfgang Fritz Volbach. Berlin; Leipzig: De Gruyter (Internet Archive), (archive.org).
- Altchristliche und Byzantinische Kunst. Teil 1:Altchristliche Kunst von ihren Anfängen bis zur Mitte des ersten Jahrtausends. (Handbuch der Kunstwissenschaft.) Akadem. Verlagsgesellschaft Athenaion, Berlin-Neubabelsberg 1914 (Kujawo-Pommerschen Digitale Bibliothek).
- Altchristliche und Byzantinische Kunst. Teil 2: Die byzantinische Kunst von der ersten Blüte bis zu ihrem Ausgang. (Handbuch der Kunstwissenschaft.) Akadem. Verlagsgesellschaft Athenaion, Berlin-Neubabelsberg 1915 (archive.org; archive.org).
- Altchristliche und Byzantinische Kunst. Teil 3: Bibliographisch-kritischer Nachtrag. (University of Michigan)
- Grundlinien und kritische Erörterungen zur Prinzipienlehre der bildenden Kunst. Enke, Stuttgart 1917 (Sonderabdruck aus: Zeitschrift für Ästhetik und allgemeine Kunstwissenschaft 12; Internet Archive).
- Donatello (= Bibliothek der Kunstgeschichte. Band 19/20). E. A. Seemann, Leipzig 1922 (archive.org).
- Die Kunst des Kindes. Der Entwicklungsgang seiner zeichnerischen und bildnerischen Gestaltung. Enke, Stuttgart 1927 (University of Michigan, Freischaltung auf Hathitrust erfolgt 2023, wird ergänzt).
- Die neurussische Kunst im Rahmen der Kulturentwicklung Russlands. Von Peter dem Grossen bis zur Revolution. Text- und Tafelband. Dr. B. Filser, Augsburg [ca. 1932].